# Cementerio Fairview Lawn
Fairview Cemetery es un cementerio en Halifax, Nueva Escocia. Quizás sea más conocido como el lugar de descanso final de más de cien víctimas del hundimiento del RMS Titanic. Oficialmente conocido como Fairview Lawn Cemetery, el cementerio no confesional es administrado por el Departamento de Parques de la Municipalidad Regional de Halifax.

## Localidad
El cementerio de Fairview Lawn está ubicado en el extremo norte de Halifax en el extremo norte de Windsor Street. Limita con el cementerio de Saint John Anglican por un lado y el cementerio de Baron de Hirsch por el otro.

## Historia
Se construyó un fortín en el sitio en la década de 1750 para proteger a Halifax de los ataques del pueblo Mi'kmaq. Posteriormente, la tierra se desarrolló como pequeñas granjas. En 1893, el terreno fue adquirido por una empresa privada, Fairview Lawn Cemetery Limited, para un cementerio no confesional porque el Camp Hill Cemetery en el centro de la ciudad se estaba quedando sin espacio. La ciudad de Halifax se hizo cargo del cementerio en 1944. Fairview contiene una sección representativa de los residentes del siglo XX de Halifax, incluida una sección griega y una sección china, así como una fosa común de víctimas de la explosión de Halifax y muchas otras tumbas.

## Víctimas del Titanic

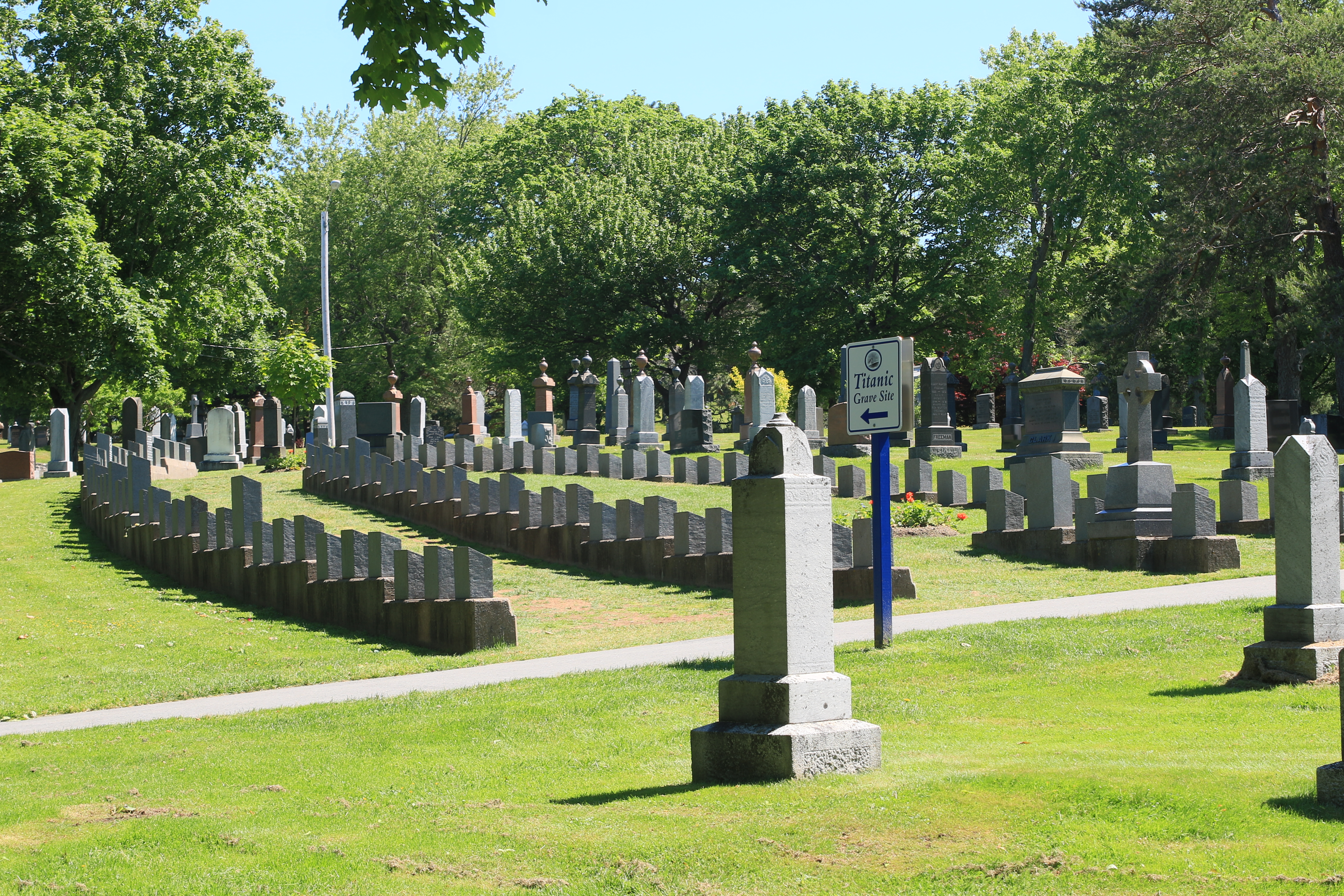
Titanic victims section

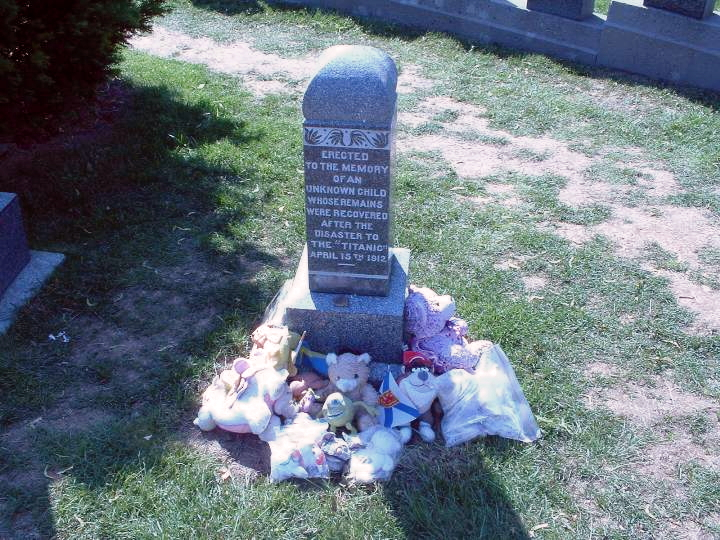
Marcador de niño desconocido; identificado positivamente como Sidney Goodwin

Ciento veintiuna víctimas del hundimiento del RMS Titanic están enterradas en Fairview, más que en cualquier otro cementerio del mundo. La mayoría de ellos están conmemorados con pequeños marcadores de granito gris con el nombre y la fecha de la muerte. Algunas familias pagaron por marcadores más grandes con más inscripciones. Sin embargo, los ocupantes de un tercio de las tumbas nunca han sido identificados y sus marcadores contienen solo la fecha de la muerte y el número del marcador.
El agrimensor E. W. Christie colocó tres largas filas de tumbas en suaves curvas siguiendo los contornos del sitio inclinado. Por coincidencia, la forma curva sugiere el contorno de la proa de un barco. Puede encontrar una lista completa de las víctimas enterradas en Fairview aquí. Uno de los marcadores del Titanic más conocidos es el de una víctima infantil no identificada, conocida durante décadas como The Unknown Child. Nadie reclamó el cuerpo, por lo que fue enterrado con fondos proporcionados por marineros de CS Mackay-Bennett, el barco de cable que recuperó su cuerpo.
El marcador lleva la inscripción 'Erigido en memoria de un niño desconocido cuyos restos fueron recuperados después del desastre del "Titanic" el 15 de abril de 1912'. En noviembre de 2002, el niño fue identificado inicialmente como Eino Viljami Panula, de Finlandia, de 13 meses. Eino, su madre y cuatro hermanos murieron en el desastre del Titanic. Después de pruebas forenses adicionales, el niño desconocido fue re-identificado como Sidney Leslie Goodwin, de 19 meses, un niño inglés que falleció con toda su familia. 

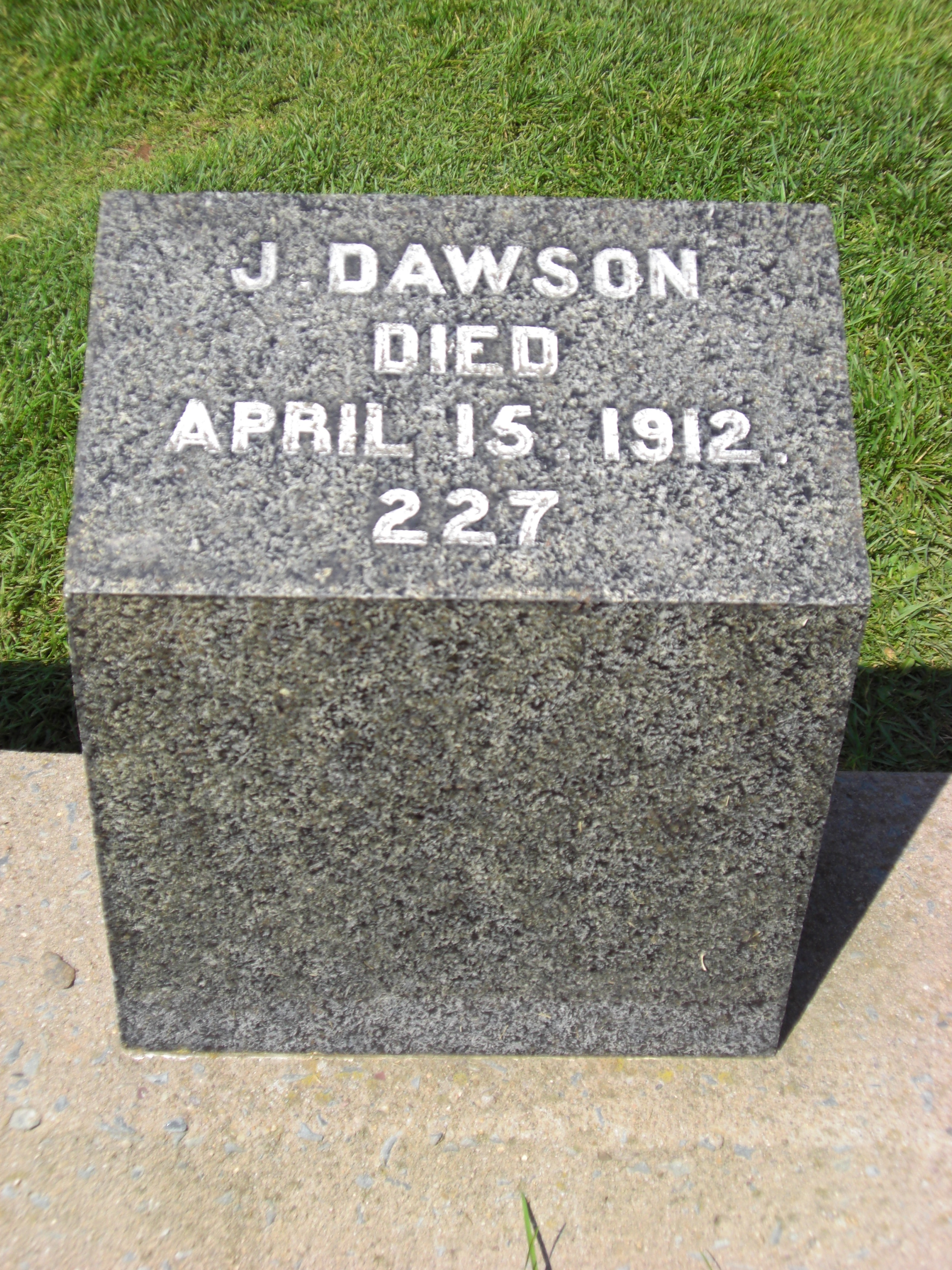
La tumba de Joseph Dawson

Una tumba marcada como "J. Dawson" ganó fama tras el estreno de la película Titanic de 1997, ya que el nombre del personaje de Leonardo DiCaprio en la película es Jack Dawson. Muchos espectadores, conmovidos por la historia, dejaron flores y talones de boletos en la tumba de Dawson cuando se estrenó la película por primera vez, y hoy se siguen dejando flores. El director de cine James Cameron ha dicho que el nombre del personaje no se inspiró en la tumba. Investigaciones más recientes han revelado que la tumba en realidad pertenece a Joseph Dawson, un irlandés que trabajaba en la sala de calderas del Titanic como recortador de carbón. Las tumbas del Fairview Titanic también incluyen el lugar de entierro y el marcador de William Denton Cox, un mayordomo heroico que murió mientras escoltaba a pasajeros de tercera clase a los botes salvavidas. Seis de las víctimas del Titanic previamente desconocidas fueron identificadas en 1991 con la ayuda de la Titanic International Society. Las lápidas recién inscritas que llevan sus nombres fueron reveladas el 23 de septiembre de 1991, en ceremonias a las que asistieron el entonces alcalde de Halifax, Ronald Wallace, la sobreviviente del Titanic Louise Pope y más de 50 miembros de la Sociedad.
Otras 29 víctimas del Titanic están enterradas en otro lugar de Halifax; diecinueve en el cementerio católico de Mount Olivet y diez en el cementerio judío del barón de Hirsch.

## Tumbas de guerra
El cementerio también contiene 29 tumbas de guerra del personal de servicio de la Commonwealth, 20 de la Primera Guerra Mundial y 9 de la Segunda Guerra Mundial.